# Windelsbleiche
Windelsbleiche ist der zentrale Ortsteil des Stadtbezirks Senne der kreisfreien Stadt Bielefeld in Nordrhein-Westfalen.

## Geographie
Die Stadt Bielefeld ist unterhalb der zehn Bezirke nicht weiter in administrative oder politische Einheiten gegliedert. Stadtteile sind in Bielefeld daher nur informelle Teilgebiete, deren Abgrenzung sich meist auf das Gebiet einer Altgemeinde bezieht. Windelsbleiche war jedoch nie eine eigene Gemeinde, was die genaue Abgrenzung erschwert. Zu statistischen Zwecken ist Bielefeld jedoch in 72 „statistische Bezirke“ eingeteilt. Der informelle Stadtteil Windelsbleiche entspricht dabei in etwa dem statistischen Bezirk Windelsbleiche.
Windelsbleiche ist neben Windflöte und Buschkamp einer der drei Siedlungsschwerpunkte des Stadtbezirks Senne. Fließgewässer im Ortsteil sind der Reiherbach und der Toppmannsbach.

## Geschichte

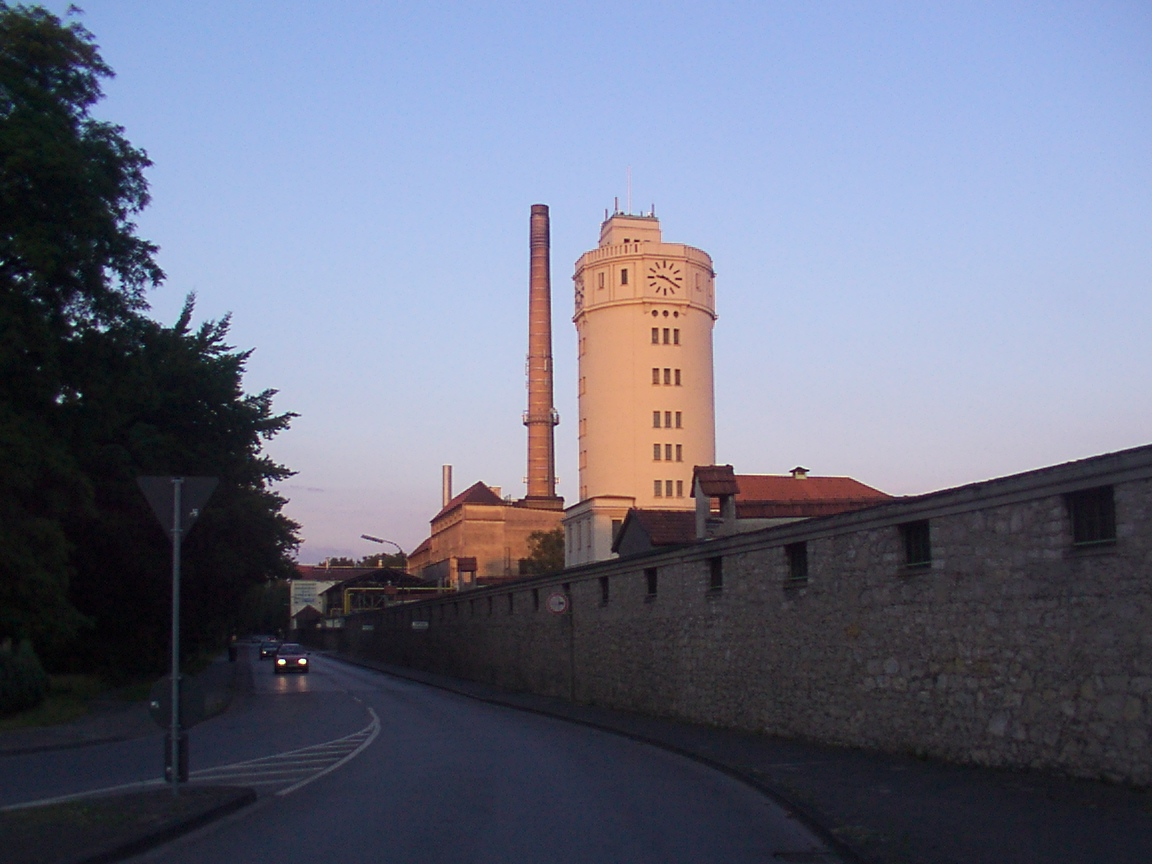
Wasserturm auf dem Werksgelände der Firma Windel

Im Gebiet des Ortsteils, das seit jeher zur Gemeinde Senne I gehörte, existierten früher nur Einzelhöfe, aber kein eigentlicher Dorfkern. Der Kolon Heinrich Christoph Scherpel legte 1832 in der Nähe seines Hofes Bleichen an, deren Wassergräben vom Reiherbach gespeist wurden. 1851 verkaufte Scherpel seinen Bleichbetrieb an den Bielefelder Leinenkaufmann August Wilhelm Kisker, der 1872 die Bleichen wiederum an Hermann Windel verkaufte. Unter der Leitung von Hermann Windel und seinem Sohn Gustav Windel entwickelten sich die Bleichen zu einem bekannten Unternehmen der Textilveredlungsindustrie.
Als 1901 Senne I von der Bahnstrecke Bielefeld–Paderborn erreicht wurde, wurde wegen des hohen Güteraufkommens der Firma Windel in der Nähe der Windelschen Bleichen ein Bahnhof errichtet. Um Verwechslungen mit anderen Bahnhöfen zu vermeiden, wurde der Bahnhof nicht nach der Gemeinde Senne I benannt, sondern erhielt den Namen Windelsbleiche. Der Name des Bahnhofs übertrug sich in der Folgezeit auf seine Umgebung und die dort entstehende Bebauung.
Seit Anfang des 20. Jahrhunderts entstanden in aufgelockerter Bauweise Werkswohnungen der Firma Windel. Nach dem Ersten Weltkrieg kam es mit der Ansiedlung des Metallwerks Windelsbleiche zu einer stärkeren Verdichtung des Ortsteils, die sich nach dem Zweiten Weltkrieg weiter fortsetzte. Ein Zusammenwachsen mit den anderen Senner Ortsteilen wurde durch den Flugplatz im Norden und durch die Windelschen Rieselfelder im Süden von Windelsbleiche verhindert.
Seit 1973 gehört Windelsbleiche als Teil des Stadtbezirks Senne zur Stadt Bielefeld.

## Religionen
Die evangelischen Christen in Windelsbleiche gehören zur Emmaus-Kirchengemeinde mit der Christuskirche an der Buschkampstraße, während die Katholiken zur Bartholomäus-Gemeinde mit der Bartholomäus-Kirche an der Windelsbleicher Straße gehören.

## Verkehr
Mit dem Haltepunkt Bielefeld-Windelsbleiche der Regionalbahnstrecke Bielefeld–Paderborn verfügt der Ortsteil über eine direkte Eisenbahnverbindung zum Bielefelder Hauptbahnhof. Durch den Ortsteil führen außerdem die Buslinien 36 (Sieker-Brackwede–Windelsbleiche–Stadtbahnendstation Senne), 83 (Bielefeld–Windelsbleiche–Schloß Holte) und 94 (Brackwede–Windelsbleiche–Gütersloh).
Die A 33 führt südlich an Windelsbleiche vorbei. An der Buschkampstraße befindet sich die Anschlussstelle Bielefeld-Senne.